# Фиџијска крестаста игуана
Brachylophus vitiensis је гмизавац из реда Squamata и фамилије Iguanidae. 

## Угроженост
Ова врста је крајње угрожена и у великој опасности од изумирања.

## Распрострањење
Ареал врсте је ограничен на једну државу. 
Фиџи је једино познато природно станиште врсте.